# Arctium
Arctium L., 1753 è un genere di piante angiosperme dicotiledoni della famiglia delle Asteraceae, caratterizzato da capolini le cui brattee terminano con dei "ganci", che gli conferiscono la capacità di attaccarsi ai vestiti o al pelo degli animali.

## Etimologia
Il nome del genere, probabilmente derivato dal greco árcteion (orso), fu trattato nel De materia medica di Dioscoride Pedanio di Anazarbo e probabilmente fa riferimento alla villosità e all'aspetto ispido della pianta. 
Il nome scientifico è stato definito da Carl von Linné, considerato il padre della moderna classificazione scientifica degli organismi viventi, nella pubblicazione "Species Plantarum" del 1753.

## Descrizione

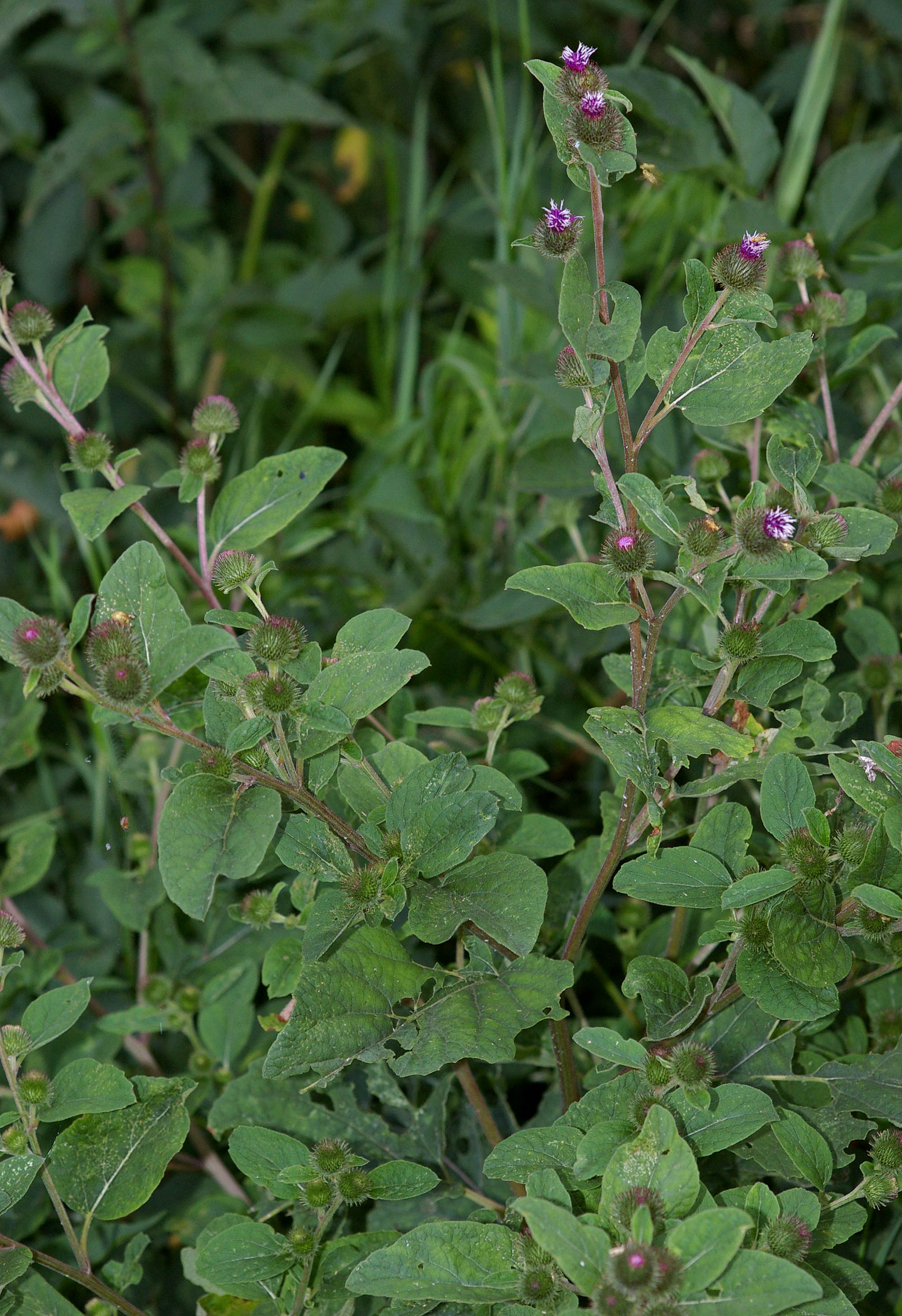
Il portamento
(Arctium minus)

La forma biologica prevalente del genere è emicriptofita bienne (H bienn). Si tratta quindi di piante a ciclo di sviluppo biennale: nel primo anno si formano le foglie, i fiori si sviluppano nel secondo. La riproduzione avviene tramite gemme poste a livello del terreno. Queste piante di solito sono ricoperte da una densa peluria e prive di spine. L'altezza va da alcuni decimetri fino a quasi tre metri (normalmente 100 – 150 cm). Alcune specie sono perenni; in questo caso sono monocarpiche (fioriscono e fruttificano una sola volta).

### Radici
Le radici sono grosse e fittonanti.

### Fusto
La parte aerea del fusto è eretta, pubescente, ramificata e spesso arrossata. La superficie spesso è solcata.

### Foglie
Le foglie hanno una lamina intera (o eventualmente lobata), con picciolo solido o cavo a seconda delle specie. Il bordo è grossolanamente dentato (o seghettato) e ondulato. Sono glabre nella parte superiore e biancastre e ragnatelose in quella inferiore (sparsamente tomentose). In genere sono ruvide al tatto. Quelle basali sono picciolate a lamina ovata (molto allargata e ampiamente ovata in quelle basali) o cuoriforme; quelle cauline (disposte in modo alterno) sono sessili e a forma lanceolata, di dimensioni che diminuiscono progressivamente.

### Infiorescenza

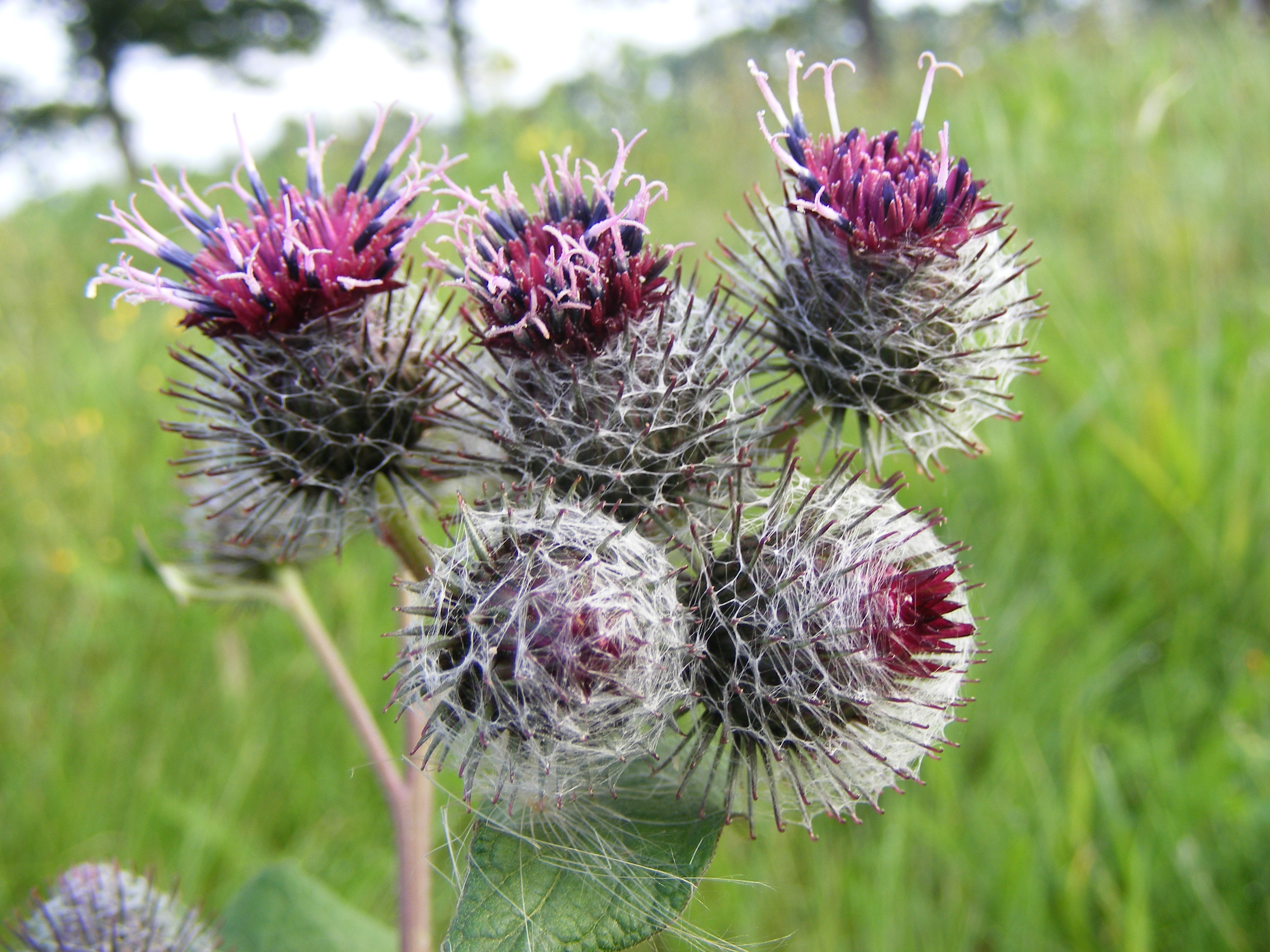
Infiorescenza
(Arctium tomentosum)

L'infiorescenza è costituita da diversi capolini eterogami e sferici riuniti in corimbi o variamente raggruppati. La struttura dei capolini è quella tipica delle Asteraceae: un peduncolo (in qualche caso assente) sorregge un involucro sferico a forma ovoidale composto da diverse brattee (o squame) lesiniformi con portamento da eretto-patente a riflesso, verdi e ragnatelose disposte su più serie (da 9 a 17) e formanti un riccio di aculei uncinati persistenti, che fanno da protezione al ricettacolo più o meno piano con squame aristate (ma senza pagliette) sul quale s'inseriscono i fiori tubulosi (da 20 a 40 o più). Lunghezza dei peduncoli 1 – 9 cm.

### Fiore

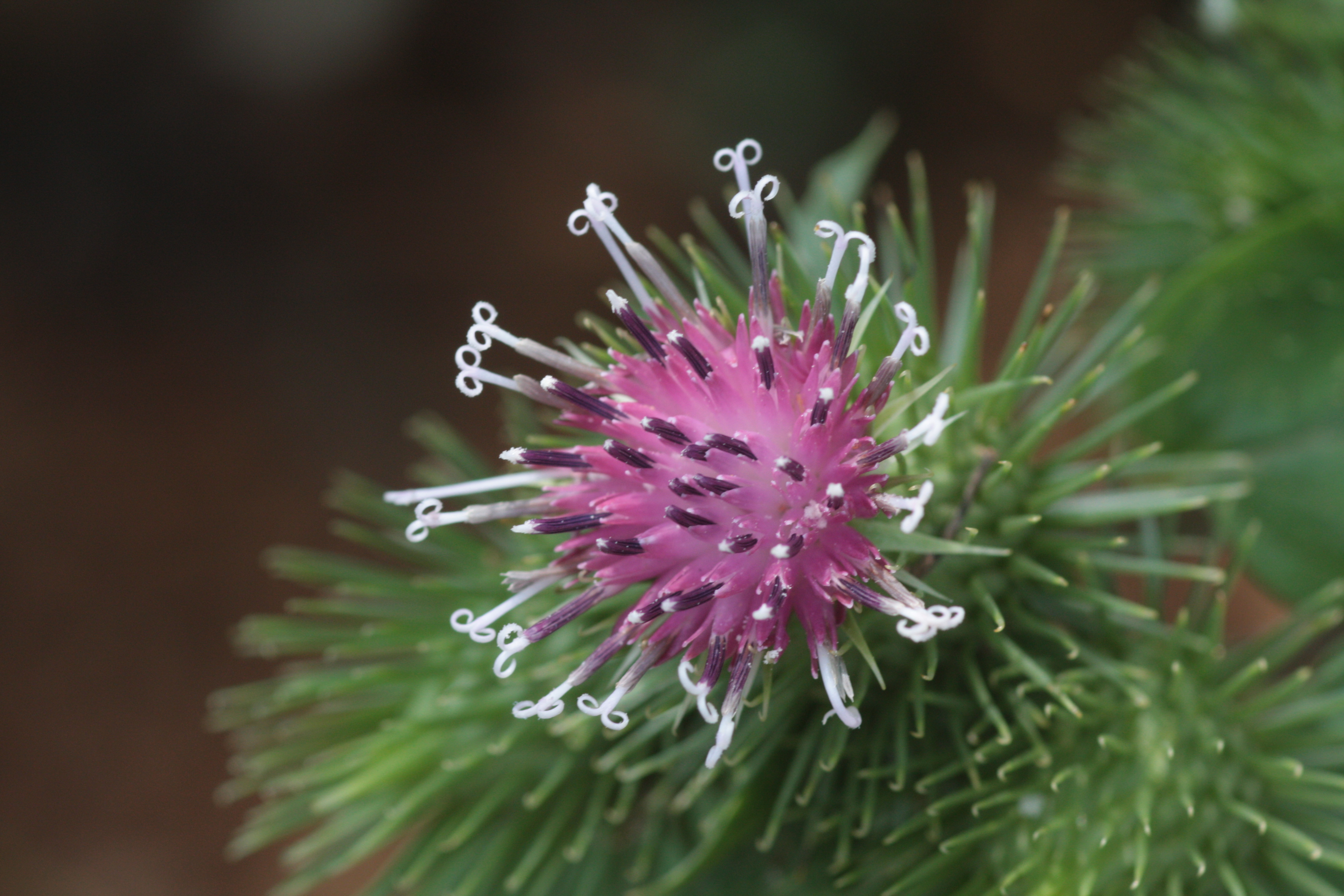
I fiori tubulosi
(Arctium lappa)

I fiori sono tutti del tipo tubuloso (il tipo ligulato, i fiori del raggio, presente nella maggioranza delle Asteraceae, qui è assente), ermafroditi, attinoformi, tetra-ciclici (con quattro verticilli: calice – corolla – androceo – gineceo) e pentameri (sia il calice che la corolla sono composti da cinque elementi).
- Formula fiorale:

- /x K {\displaystyle \infty }, [C (5), A (5)], G 2 (infero), achenio

- Calice: i sepali sono ridotti ad una coroncina di squame.
- Corolla: ha una forma cilindrica terminante con 5 denti triangolari; a volte i fiori esterni sono molto più lunghi; il colore è rosa, violetto, purpureo o bianco.
- Androceo: gli stami sono 5 con filamenti liberi e glabri; le antere sono saldate fra di loro e formano un manicotto che circonda lo stilo.
- Gineceo: l'ovario è infero e uniloculare formato da 2 carpelli; lo stilo è unico con uno stimma terminale bifido e glabro (è presente solamente un ciuffo di peli all'apice dello stilo).

### Frutti
I frutti sono acheni di pochi millimetri, di colore scuro; sono dimorfici: quelli esterni sono quasi lineari, fortemente ricurvi e non alati; quelli interni hanno una forma obovoide-oblunga più o meno compressa, sono alati (o solcati) e glabri. Il pappo presenta una coroncina di brevi setole disposte su 2 - 4 serie.

## Biologia
- Impollinazione: tramite insetti (impollinazione entomogama per mezzo di farfalle diurne e notturne).
- Riproduzione: la fecondazione avviene fondamentalmente tramite l'impollinazione dei fiori.
- Dispersione: i semi cadono a terra e vengono poi dispersi soprattutto da insetti come formiche (disseminazione mirmecoria). Un altro tipo di dispersione è zoocoria: gli uncini delle brattee dell'involucro si agganciano ai peli degli animali di passaggio che li trasportano così anche su lunghe distanze.

## Distribuzione e habitat
- Distribuzione: in Italia queste piante sono abbastanza comuni. All'estero sono presenti principalmente in Europa, in Asia temperata (ma anche subtropicale e qualche specie in quella tropicale) e in Africa mediterranea e occidentale. Nelle Americhe quasi sempre sono considerate specie naturalizzate.[9]
- Habitat: l'habitat tipico sono gli incolti, le siepi, i bordi delle strade e le sponde dei ruscelli; ma anche gli ambienti ruderali, le schiarite e le strade forestali.

Tutte e quattro le specie spontanee della flora italiana vivono sull'arco alpino. La tabella seguente riporta alcuni dati relativi all'habitat, al substrato e alla distribuzione delle specie alpine.
| Specie | Comunità vegetali | Piani vegetazionali | Substrato | pH     | Livello trofico | H2O   | Ambiente    | Zona alpina                       |
| --- | ----------------- | ------------------- | --------- | ------ | --------------- | ----- | ----------- | --------------------------------- |
| A. lappa | 5                 | montano collinare   | Ca-Si     | neutro | alto            | medio | B2 B5 B6    | tutto l'arco alpino               |
| A. minus subsp. minus | 5                 | montano collinare   | Ca-Si     | neutro | alto            | medio | B2 B5 B6 G4 | tutto l'arco alpino (escl. CO BG) |
| A. minus subsp. pubens | 5                 | montano collinare   | Ca-Si     | neutro | alto            | medio | B2 B6 G4 I2 | CN CO BZ                          |
| A. nemorosum | 11                | montano             | Ca-Ca/Si  | neutro | alto            | medio | B6 G4 I2    | tutto l'arco alpino (escl. TN BL) |
| A. tomentosum | 5                 | montano             | Ca-Ca/Si  | basico | alto            | secco | B2 B5       | CN TO VC SO BZ BL UD              |
| Legenda e note alla tabella. Substrato con “Ca/Si” si intendono rocce di carattere intermedio (calcari silicei e simili); vengono prese in considerazione solo le zone alpine del territorio italiano (sono indicate le sigle delle province). Comunità vegetali: 5 = comunità perenni nitrofile; 11 = comunità delle macro- e megaforbie terrestri Ambienti: B2 = ambienti ruderali; scarpate; B5 = rive, vicinanze corsi d'acqua; B6 = tagli rasi forestali, schiarite, strade forestali; G4 = arbusteti e margini dei boschi; I2 = boschi di latifoglie |                   |                     |           |        |                 |       |             |                                   |

## Tassonomia
La famiglia di appartenenza di questa voce (Asteraceae o Compositae, nomen conservandum), probabilmente originaria del Sud America, è la più numerosa del mondo vegetale. Comprende oltre 23.000 specie distribuite su 1.535 generi (22.750 specie e 1.530 generi secondo altre fonti); una delle checklist più aggiornate elenca fino a 1.679 generi. Al 2021 la famiglia è divisa in 16 sottofamiglie.

### Filogenesi
Il genere Arctium (44 specie, 4 delle quali nella flora spontanea italiana) appartiene alla sottotribù Arctiinae. In precedenza era descritto nel gruppo tassonomico informale Arctium-Cousinia Group (tribù Cardueae, sottofamiglia Carduoideae). In natura esistono inoltre molti ibridi in quanto le singole specie sono interfertili.
Il genere Arctium appartiene alla tribù delle Cardueae, raggruppamento della famiglia delle Asteraceae (o Compositae) che la classificazione tradizionale attribuisce alla sottofamiglia Cichorioideae ma che secondo più recenti analisi cladistiche va collocato nella sottofamiglia Carduoideae.

Il numero cromosomico della maggior parte delle specie è: 2n = 36.

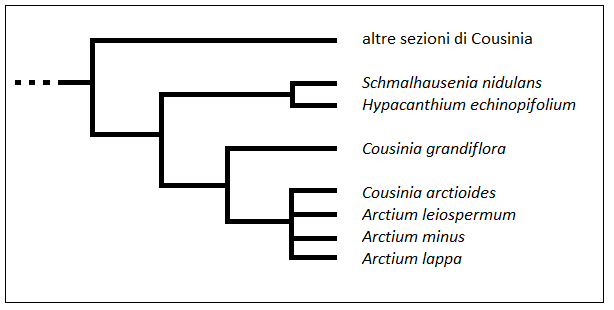
Cladogramma del genere

Un genere molto vicino a quello di questa voce è Cousinia Cass.. I limiti tra Arctium e Cousinia non sono chiari e sono controversi e insieme formano nell'ambito della sottotribù Carduinae il "Cousinia group" o "Arctium group" secondo gli alcuni autori. Nonostante le difficoltà, si possono utilizzare alcuni caratteri per delimitare tassonomicamente i generi del gruppo: nella morfologia delle foglie, delle brattee e dei fiori, nelle diverse caratteristiche del polline e nei numeri cromosomici (Arctium ha sempre 2n = 36, mentre il genere Cousinia ha 2n = 22, 24 e 26).

In ricerche più recenti questo gruppo (chiamato "Arctium-Cousinia complex") è risultato composto oltre che dai generi citati anche dai generi Hypacanthium Juz. e Schmalhausenia C. Winkl.  (vedi sottotribù Carduinae). Da analisi di tipo cladistico sul DNA è stata confermata la non monofilia del grosso genere Cousinia, ma è stato anche individuato un clade monofiletico (clade ‘'Arctioid'’) comprendente i generi Arctium, Hypacanthium, Schmalhausenia e una trentina di specie del genere Cousinia che risultano così più vicine al genere Arctium che al genere di appartenenza. Da questo clade si evidenzia un ulteriore sottoclade formato da due generi indicati sopra insieme, da due specie del genere Cousinia (C. grandifolia e C. arctioides) e dalle attuali specie di Arctium (vedi cladogramma tratto dallo studio citato e semplificato - sono indicate solo alcune specie di Arctium). Uno studio ancora più recente propone una radicale ristrutturazione del genere Arctium che riduce i generi Anura, Hypacanthium e Schmalhausenia a livello sezionale del genere Arctium e trasferisce nello stesso genere alcune specie di Cousinia. Vedi tabella seguente:
| Sezione                                                               | Specie | Posizione precedente                                                                     |
| --------------------------------------------------------------------- | --- | ---------------------------------------------------------------------------------------- |
| Amberbopsis (Tscherneva) S. López, Romaschenko, Susanna & N. Garcia   | Arctium grandifolium (Kult.) S. López, Romaschenko, Susanna & N. Garcia | Cousinia grandifolia Kult.                                                               |
| Anura S. López, Romaschenko, Susanna & N. Garcia                      | Anura pallidivirens (Kult.) Tscherneva | Anura pallidivirens (Kult.) Tscherneva                                                   |
| Arctium                                                               | Arctium arctioides (Schrenk.) Kuntze Arctium atlanticum (Pomel) H. Lindb. Arctium lappa L. Arctium leiospermum Juz. & Ye. V. Serg. Arctium minus (Hill) Bernh. Arctium nemorosum Lej. Arctium palladini (Marcow.) R.E. Fr. & E.S. Söderb. Arctium tomentosum Mill | comprende le principali specie di Arctium comprese quelle della flora spontanea italiana |
| Chrysis (Juz.) S. López, Romaschenko, Susanna & N. Garcia             | Arctium anomalum (Franch.) Kuntze Arctium aureum (C. Winkl.) Kuntze Arctium chloranthum (Kult.) S. López, Romaschenko, Susanna & N. Garcia Arctium haesitabundum (Juz.) S. López, Romaschenko, Susanna & N. Garcia Arctium karatavicum (Regel & Schmalh.) Kuntze Arctium korolkowii (Regel & Schmalh.) Kuntze Arctium medians (Juz.) S. López, Romaschenko, Susanna & N. Garcia Arctium refractum (Bornm.) S. López, Romaschenko, Susanna & N. Garcia Arctium schmalhausenii (C. Winkl.) Kuntze | specie della sezione Chrysis Juz del genere Cousinia                                     |
| Hypacanthium S. López, Romaschenko, Susanna & N. Garcia               | Arctium echinopifolium (Juz.) S. López, Romaschenko, Susanna & N. Garcia Arctium evidens (Tscherneva) S. López, Romaschenko, Susanna & N. Garcia | Hypacanthium echinopifolium (Bornm.) Juz                                                 |
| Hypacanthodes S. López, Romaschenko, Susanna & N. Garcia              | Arctium abolinii (Kult. ex Tscherneva) S. López, Romaschenko, Susanna & N. Garcia Arctium dolichophyllum (Kult.) S. López, Romaschenko, Susanna & N. Garcia Arctium egregium (Juz.) S. López, Romaschenko, Susanna & N. Garcia Arctium fedtschenkoanum (Bornm.) S. López, Romaschenko, Susanna & N. Garcia Arctium korshinskyi (C. Winkl.) S. López, Romaschenko, Susanna & N. Garcia Arctium macilentum (C. Winkl.) S. López, Romaschenko, Susanna & N. Garcia Arctium pterolepidum (Kult.) S. López, Romaschenko, Susanna & N. Garcia Arctium ugamense (Karmysch.) S. López, Romaschenko, Susanna & N. Garcia | specie del subgenere Hypacanthodes Tscherneva del genere Cousinia                        |
| Lappaceum (Bunge) Duist                                               | Arctium lappaceum (Schrenk) Kuntz | Cousinia lappacea Schrenk                                                                |
| Pectinatae (C. Winkl.) S. López, Romaschenko, Susanna & N. Garcia     | Arctium albertii (Regel & Schmalh.) S. López, Romaschenko, Susanna & N. Garcia Arctium horrescens (Juz.) S. López, Romaschenko, Susanna & N. Garcia Arctium pentacanthoides (Juz. ex Tscherneva) S. López, Romaschenko, Susanna & N. Garcia Arctium pentacanthum (Regel & Schmalh.) Kuntze Arctium triflorum (Schrenk.) Kuntze | specie della sezione Pectinatae C. Winkl. del genere Cousinia                            |
| Pseudarctium (Juz.) Duis                                              | Arctium amplissimum (Boiss.) Kuntze Arctium pseudarctium (Bornm.) Duist. Arctium tomentellum (C. Winkl.) Kuntze Arctium umbrosum (Bunge) Kuntz | specie della sezione Pseudarctium Juz del genere Cousinia                                |
| Schmalhausenia S. López, Romaschenko, Susanna & N. Garcia             | Arctium eriophorum (Regel & Schmalh.) Kuntz | Schmalhausenia nidulans (Regel) Petr.                                                    |
| Serratulopsis (Tscherneva) S. López, Romaschenko, Susanna & N. Garcia | Arctium vavilovii (Kult.) S. López, Romaschenko, Susanna & N. Garcia | Cousinia vavilovii Kult.                                                                 |

### Specie del genere
Sono riconosciute valide al 2021 le seguenti 44 specie:
- Arctium abolinii (Kult. ex Tscherneva) S.López, Romasch., Susanna & N.Garcia
- Arctium alberti  (Regel & Schmalh.) S.López, Romasch., Susanna & N.Garcia
- Arctium amplissimum  Kuntze
- Arctium anomalum  Kuntze
- Arctium arctiodes  Kuntze
- Arctium atlanticum  (Pomel) H.Lindb.
- Arctium aureum  Kuntze
- Arctium chloranthum  (Kult.) S.López, Romasch., Susanna & N.Garcia
- Arctium dolichophyllum  (Kult.) S.López, Romasch., Susanna & N.Garcia
- Arctium echinopifolium  (Bornm.) S.López, Romasch., Susanna & N.Garcia
- Arctium egregium  (Juz.) S.López, Romasch., Susanna & N.Garcia
- Arctium elatum  (Boiss. & Buhse) Kuntze
- Arctium evidens  (Tscherneva) S.López, Romasch., Susanna & N.Garcia
- Arctium fedtschenkoanum  (Bornm.) S.López, Romasch., Susanna & N.Garcia
- Arctium grandifolium  (Kult.) S.López, Romasch., Susanna & N.Garcia
- Arctium haesitabundum  (Juz.) S.López, Romasch., Susanna & N.Garcia
- Arctium horrescens  (Juz.) S.López, Romasch., Susanna & N.Garcia
- Arctium karatavicum  Kuntze
- Arctium korolkowii  Kuntze
- Arctium korshinskyi  (C.Winkl.) S.López, Romasch., Susanna & N.Garcia
- Arctium lappa  L.
- Arctium lappaceum  (Schrenk) Kuntze
- Arctium leiospermum  Juz. & Ye.V.Serg.
- Arctium macilentum  (C.Winkl.) S.López, Romasch., Susanna & N.Garcia
- Arctium medians  (Juz.) S.López, Romasch., Susanna & N.Garcia
- Arctium minus  (Hill) Bernh.
- Arctium nemorosum  Lej.
- Arctium nidulans  (Regel) Sennikov
- Arctium palladinii  (Marcow.) R.E.Fr. & Soderb.
- Arctium pallidivirens  (Kult.) S.López, Romasch., Susanna & N.Garcia
- Arctium pentacanthoides  (Juz. ex Tscherneva) S.López, Romasch., Susanna & N.Garcia
- Arctium pentacanthum  (Regel & Schmalh.) Kuntze
- Arctium pseudarctium  (Bornm.) Duist.
- Arctium pterolepidum  (Kult.) S.López, Romasch., Susanna & N.Garcia
- Arctium radula  Juz. & Ye.V.Serg.
- Arctium refractum  (Bornm.) S.López, Romasch., Susanna & N.Garcia
- Arctium sardaimionense  Rassulova & B.A.Sharipova
- Arctium schmalhausenii  Kuntze
- Arctium tomentellum  (C.Winkl.) Kuntze
- Arctium tomentosum  Mill.
- Arctium triflorum  Kuntze
- Arctium ugamense  (Karmysch.) S.López, Romasch., Susanna & N.Garcia
- Arctium umbrosum  (Bunge) Kuntze
- Arctium vavilovii  (Kult.) S.López, Romasch., Susanna & N.Garcia

#### Specie spontanee italiane
Per meglio comprendere ed individuare le varie specie spontanee della flora italiana, l'elenco che segue utilizza in parte il sistema delle chiavi analitiche (vengono cioè indicate solamente le caratteristiche utili a distingue una specie dall'altra).
- 1A: tutte le squame dei capolini terminano con un uncino;

- 2A: il diametro del capolino è di 3 - 4 cm; il colore delle squame è verde (o giallo nella parte apicale);

- 3A: i rami superiori formano un corimbo; il colore delle squame è verde;

- Arctium lappa L. - Bardana maggiore: l'altezza della pianta è di 8 - 20 dm; il ciclo biologico è bienne; la forma biologica è emicriptofita bienne (H bienn); il tipo corologico è Eurasiatico temperato; l'habitat tipico sono gli incolti, le zone ruderali e i bordi delle strade; la distribuzione sul territorio italiano è totale (isole a parte) fino ad un'altitudine di 1100 m s.l.m..

- 3B: i rami superiori formano una struttura simile ad una piramide; il colore delle squame è arrossato nella parte alta;

- Arctium nemorosum Lej. - Bardana selvatica: l'altezza della pianta è di 8 - 25 dm; il ciclo biologico è bienne; la forma biologica è emicriptofita bienne (H bienn); il tipo corologico è Europeo / Sub-Atlantico; l'habitat tipico sono i boschi umidi, e le schiarite forestali; la distribuzione sul territorio italiano è totale (Sardegna a parte) fino ad un'altitudine compresa tra 100 e 1500 m s.l.m..

- 2B: il diametro del capolino è di 1 - 2 cm; il colore delle squame è rosso sugli uncini;

- Arctium minus (Hill) Bernh. - Bardana minore: l'altezza della pianta è di 5 - 15 dm; il ciclo biologico è bienne; la forma biologica è emicriptofita bienne (H bienn); il tipo corologico è Europeo / Euri-Mediterraneo; l'habitat tipico sono gli incolti, le siepi e i bordi delle strade; la distribuzione sul territorio italiano è totale fino ad un'altitudine di 1500 m s.l.m..

- 1B: le squame esterne terminano con un uncino, quelle interne sono diritte;

- Arctium tomentosum Miller - Bardana lanuta: l'altezza della pianta è di 5 - 15 dm; il ciclo biologico è bienne; la forma biologica è emicriptofita bienne (H bienn); il tipo corologico è Europeo / Euri-Mediterraneo; l'habitat tipico sono gli incolti, le siepi e i bordi delle strade; la distribuzione sul territorio italiano è totale fino ad un'altitudine di 1500 m s.l.m..

### Specie europee
In Europa e nel Mediterraneo, oltre alle specie già indicate della flora spontanea italiana, sono presenti le seguenti altre entità:
- Arctium atlanticum (Pomel) H. Lindb., 1932 - Distribuzione: Marocco e Algeria.
- Arctium palladinii (Marcow.) R. E. Fr. & al., 1923 - Distribuzione: Anatolia e Transcaucasia.

### Sinonimi
Questa entità ha avuto nel tempo diverse nomenclature. L'elenco seguente indica alcuni tra i sinonimi più frequenti:
- Arcium Rupr.
- Arcion Bubani
- Bardana Hill
- Anura (Juz.) Tschern.

## Usi
La medicina tradizionale attribuisce alla bardana una proprietà diuretica e di purificazione del sangue. In passato era consigliata anche contro artriti, ulcere, problemi allo stomaco, alopecia, psoriasi, impurità della pelle, prolasso uterino e per la cura delle ferite.
Consigliata nel trattamento della pelle grazie all'utilizzo di decotti, estratti e impacchi che danno un certo giovamento per combattere l'acne, la foruncolosi e le pelli grasse. Fondamentalmente, la bardana ha una funzione depurativa, diuretica e stimola le funzioni epatobiliari.
Vengono utilizzate le radici di Arctium lappa raccolte nell'autunno del primo anno o nella primavera del secondo ed essiccate come anche quelle di Arctium minus e di Arctium tomentosum. Le radici di bardana vengono, più raramente, offerte sul commercio come Bardanae radix.
Sostanze contenute sono lignina, arctiina, inulina (A. lappa 45-70 %, A. minus 20-27 %, A. tomentosum fino a 19 %), mucose, quantità minori di olio eterico polina, derivati di acidi di caffeina e di acido tarassinico (sesquiterpenlactone).
Un suffumigio di radici di bardana, occasionalmente anche di parti di pianta della parte superiore del terreno tagliati di recente o essiccati, serve per l'applicazione interna. Nelle applicazioni esterne, l'olio di radici di bardana viene applicato contro l'alopecia.
Se ne sconsiglia l'applicazione in gravidanza.
I fusti, una volta puliti dalla terra e affettati, si mangiano fritti in olio d'oliva.

## Altre notizie
La Bardana in altre lingue viene chiamata nei seguenti modi:
- (DE)  Klette
- (FR)  Bardane
- (EN)  Burdock
- (JA)  Gobō (牛蒡 o ゴボウ), dove la radice è anche utilizzata in cucina.